# Crimson Thunder
Crimson Thunder är Hammerfalls fjärde album från 2002. Detta album består av tyngre heavy metal än vad bandet tidigare spelat. Albumet är helt klart inspirerat av 1980-talets heavy metal-våg.

## Låtlista
1. "Riders of the Storm" (Dronjak/Cans) - 4:34
2. "Hearts on Fire" (Dronjak/Cans) - 3:51
3. "On the Edge of Honour" (Dronjak/Cans) - 4:50
4. "Crimson Thunder" (Dronjak/Cans) - 5:05
5. "Lore of the Arcane" (Dronjak) - 1:27
6. "Trailblazers" (Dronjak/Cans) - 4:39
7. "Dreams Come True" (Dronjak) - 4:03
8. "Angel of Mercy" (David C. T Chastain) - 5:38
9. "The Unforgiving Blade" (Dronjak/Cans) - 3:40
10. "In Memoriam" (Elmgren) - 4:22
11. "Hero's Return" (Dronjak/Cans) - 5:23
12. "Rising Force" (Bonuslåt, Yngwie Malmsteen-cover)
13. "Detroit Rock City" (Bonuslåt på vissa versioner istället för Rising Force, Kiss-cover)

## Singel
- Hearts on Fire

## Musiker
- Joacim Cans - sång
- Oscar Dronjak - gitarr
- Stefan Elmgren - gitarr
- Magnus Rosén - elbas
- Anders Johansson - trummor